# Фльоркув
Фльоркув (пол. Florków) — село в Польщі, у гміні Миканув Ченстоховського повіту Сілезького воєводства.
У 1975-1998 роках село належало до Ченстоховського воєводства.